# 機動防御
機動防御（きどうぼうぎょ）とは、決戦を避けることを求めた防衛側が適切に計画された反撃によって攻撃側の攻撃能力を破砕するものである。

## 戦史
例としては、第二次世界大戦時の第三次ハリコフ攻防戦がある。ドイツ国防軍のエーリッヒ・フォン・マンシュタイン元帥がドニエプル川と南方軍集団の背後に侵入しつつあるソ連赤軍の先鋒の撃破を計画した。